# Carmenta

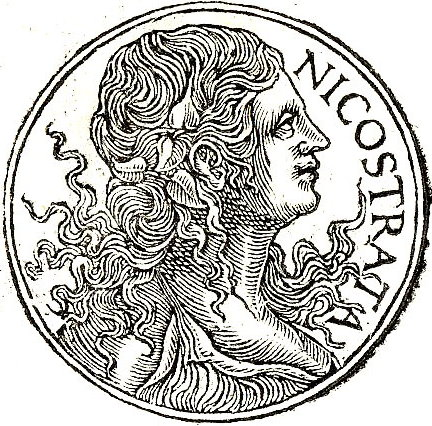
Carmenta-Nicòstrata

Segons la mitologia romana, Carmenta (també Carmentis) va ser una nimfa, filla del riu Ladó, a l'Arcàdia. Estimada per Hermes, va ser la mare d'Evandre.
Juntament amb el seu fill, abandonà el seu país per anar al Laci, on els acollí Faune. El nom de Carmenta no és, segons les tradicions, el que tenia a l'Arcàdia quan es va exiliar. Tan aviat es diu que el seu nom primitiu era Nicòstrata com Temis o Timandra o Telpusa. Al Laci adoptà el nom amb el qual és coneguda. Li van donar el nom de Carmenta perquè tenia el do de la profecia (del llatí carmen, "el cant màgic"). Com que coneixia els oracles i els destins va escollir el lloc de Roma per establir el seu fill. Quan Hèracles va arribar a Pal·lantea (que després seria el Palatí), de tornada de l'expedició per robar els bous de Gerió, Carmenta va profetitzar a l'heroi el destí que l'esperava.
Es deia que va modificar quinze lletres de l'alfabet grec, inventant així l'alfabet llatí que després el seu fill Evandre introduiria al Laci. En honor seu se celebrava el festival per les dones embarassades, els Carmentàlia. Era invocada amb el nom de Prorsa i de Postversa, segons les dues posicions possibles que pot adoptar un infant en néixer. Era una de les Camenes, nimfes relacionades amb l'aigua que es van assimilar a les Muses de la mitologia grega. A l'edat mitjana se l'associà també amb els orígens del dret romà.
Morí a una edat molt avançada i va ser enterrada pel seu fill al peu del Capitoli, prop de la Porta Carmentalis, on els romans li retien culte. Hi havia un flamen dedicat al seu altar. Estava prohibit portar pells o qualsevol peça provinent d'animals morts al seu temple.